# (26961) 1997 OY1
1997 أو واي 1 (ويعرف أيضًا باسم (26961) 1997 أو واي 1 وفق تسمية الكوكب الصغير) (بالإنجليزية: 1997 OY1)‏ هو كويكب ضمن حزام الكويكبات؛ وترتيبه 26961 من حيث الاكتشاف.
اكتُشف هذا الجُرم الفلكي بواسطة Pierre Antonini ‏ في 29 يوليو 1997.

## وصلات خارجية
- (26961) 1997 OY1 في قاعدة بيانات مختبر الدفع النفاث لأجرام النظام الشمسي الصغيرة

- الاكتشاف · مخطط المدار ·  العناصر المدارية · المعلمات المادية

- (26961) 1997 OY1 على موقع ويكي سكاي: DSS2, SDSS, GALEX, IRAS, Hydrogen α, X-Ray, Astrophoto, Sky Map, Articles and images